# PPP1R9B
Neurabin-2 je protein koji je kod ljudi kodiran  genom.
Spinofilin je regulatorni deo katalitičke jedinica proteinske fosfataze-1 (PP1). On je visoko izražen u dendritskim izbočinama, specijalizoanim delovima koji primaju veći deo ekscitatornog unosa u centralnom nervnom sistemu.

## Interakcije
formira interakcije sa PPP1CB, , Dopamine receptor D2, , ,  i PPP1R2.

## Literatura
- Burnett PE; Blackshaw S; Lai MM;  . (1998). „Neurabin is a synaptic protein linking p70 S6 kinase and the neuronal cytoskeleton”. Proc. Natl. Acad. Sci. U.S.A. 95 (14): 8351—6. PMC 20979 . PMID 9653190. doi:10.1073/pnas.95.14.8351.
- Hsieh-Wilson LC; Allen PB; Watanabe T;  . (1999). „Characterization of the neuronal targeting protein spinophilin and its interactions with protein phosphatase-1”. Biochemistry. 38 (14): 4365—73. PMID 10194355. doi:10.1021/bi982900m.
- Smith FD, Oxford GS, Milgram SL (1999). „Association of the D2 dopamine receptor third cytoplasmic loop with spinophilin, a protein phosphatase-1-interacting protein”. J. Biol. Chem. 274 (28): 19894—900. PMID 10391935. doi:10.1074/jbc.274.28.19894.
- Stephens DJ, Banting G (1999). „Direct interaction of the trans-Golgi network membrane protein, TGN38, with the F-actin binding protein, neurabin”. J. Biol. Chem. 274 (42): 30080—6. PMID 10514494. doi:10.1074/jbc.274.42.30080.
- Richman JG; Brady AE; Wang Q;  . (2001). „Agonist-regulated Interaction between alpha2-adrenergic receptors and spinophilin”. J. Biol. Chem. 276 (18): 15003—8. PMID 11154706. doi:10.1074/jbc.M011679200.
- Vivo M; Calogero RA; Sansone F;  . (2001). „The human tumor suppressor arf interacts with spinophilin/neurabin II, a type 1 protein-phosphatase-binding protein”. J. Biol. Chem. 276 (17): 14161—9. PMID 11278317. doi:10.1074/jbc.M006845200.
- Grossman SD; Hsieh-Wilson LC; Allen PB;  . (2003). „The actin-binding domain of spinophilin is necessary and sufficient for targeting to dendritic spines”. Neuromolecular Med. 2 (1): 61—9. PMID 12230305. doi:10.1385/NMM:2:1:61.
- Terry-Lorenzo RT; Elliot E; Weiser DC;  . (2003). „Neurabins recruit protein phosphatase-1 and inhibitor-2 to the actin cytoskeleton”. J. Biol. Chem. 277 (48): 46535—43. PMID 12270929. doi:10.1074/jbc.M206960200.
- Hsieh-Wilson LC; Benfenati F; Snyder GL;  . (2003). „Phosphorylation of spinophilin modulates its interaction with actin filaments”. J. Biol. Chem. 278 (2): 1186—94. PMID 12417592. doi:10.1074/jbc.M205754200.
- Strausberg RL; Feingold EA; Grouse LH;  . (2003). „Generation and initial analysis of more than 15,000 full-length human and mouse cDNA sequences”. Proc. Natl. Acad. Sci. U.S.A. 99 (26): 16899—903. PMC 139241 . PMID 12477932. doi:10.1073/pnas.242603899.
- Buchsbaum RJ, Connolly BA, Feig LA (2003). „Regulation of p70 S6 kinase by complex formation between the Rac guanine nucleotide exchange factor (Rac-GEF) Tiam1 and the scaffold spinophilin”. J. Biol. Chem. 278 (21): 18833—41. PMID 12531897. doi:10.1074/jbc.M207876200.
- Tsukada M, Prokscha A, Oldekamp J, Eichele G (2004). „Identification of neurabin II as a novel doublecortin interacting protein”. Mech. Dev. 120 (9): 1033—43. PMID 14550532. doi:10.1016/S0925-4773(03)00177-1.
- Ota T; Suzuki Y; Nishikawa T;  . (2004). „Complete sequencing and characterization of 21,243 full-length human cDNAs”. Nat. Genet. 36 (1): 40—5. PMID 14702039. doi:10.1038/ng1285.
- Law AJ; Weickert CS; Hyde TM;  . (2004). „Reduced spinophilin but not microtubule-associated protein 2 expression in the hippocampal formation in schizophrenia and mood disorders: molecular evidence for a pathology of dendritic spines”. The American journal of psychiatry. 161 (10): 1848—55. PMID 15465982. doi:10.1176/appi.ajp.161.10.1848.